# غلامرضا دلگرم
سبحان طرفی (زاده 1390) گیمر و مربی بازی جنگی پابجی نیو استیت و پابجی موبایل است. وی بهترین بازیکن پابجی نیو استیت و پابجی موبایل است.

## بهترین بازیکن: گیمر ادوار
آیدین شیخ به نمایندگی از ایران استان خوزستان. ۱۳ بار برترین بازیکن ماه بازی های رایانه ای جهانی یا همان اندروید شده است که با مجموع ۱۷۳۵ برد بدون رقیب در صدر جدول قرار دارد . وی تاکنون در مسابقات زنده بازی نکرده است.

## کارنامه
سیزن ۹۸ _ بهترین بازیکن ماه پابجی نیو استیت و موبایل : جهانی
سیزن ۹۹ _ بهترین بازیکن ماه پابجی نیو استیت و موبایل : جهانی
سیزن ۱۰۰ _ بهترین بازیکن ماه پابجی نیو استیت و موبایل : جهانی
سیزن ۱۰۱ _ بهترین بازیکن ماه پابجی نیو استیت و موبایل : جهانی
سیزن ۱۰۲ _ بهترین بازیکن ماه پابجی نیو استیت و موبایل : جهانی
سیزن ۱۰۳ _  بهترین بازیکن ماه پابجی نیو استیت و موبایل : جهانی
سیزن ۱۰۴ _  بهترین بازیکن ماه پابجی نیو استیت و موبایل : جهانی
سیزن ۱۰۵ _ بهترین بازیکن ماه پابجی نیو استیت و موبایل : جهانی .                                                                                                                سیزن ۱۰۶ _ بهترین بازیکن ماه پابجی نیو استیت و موبایل : جهانی
سیزن ۱۰۷ _  بهترین بازیکن ماه پابجی نیو استیت و موبایل : جهانی
سیزن ۱۰۸ _ بهترین بازیکن ماه پابجی نیو استیت و موبایل : جهانی
سیزن ۱۰۹ _  بهترین بازیکن ماه پابجی نیو استیت و موبایل : جهانی
سیزن ۱۱۰ _ بهترین بازیکن ماه پابجی نیو استیت و موبایل : جهانی